# Pýthio (Évros)
Pýthio, en grec moderne : Πύθιο, est un village du nome de l'Évros en Macédoine-Orientale-et-Thrace, Grèce. 
Selon le recensement de 2021, la localité compte 270 habitants.

## Galerie

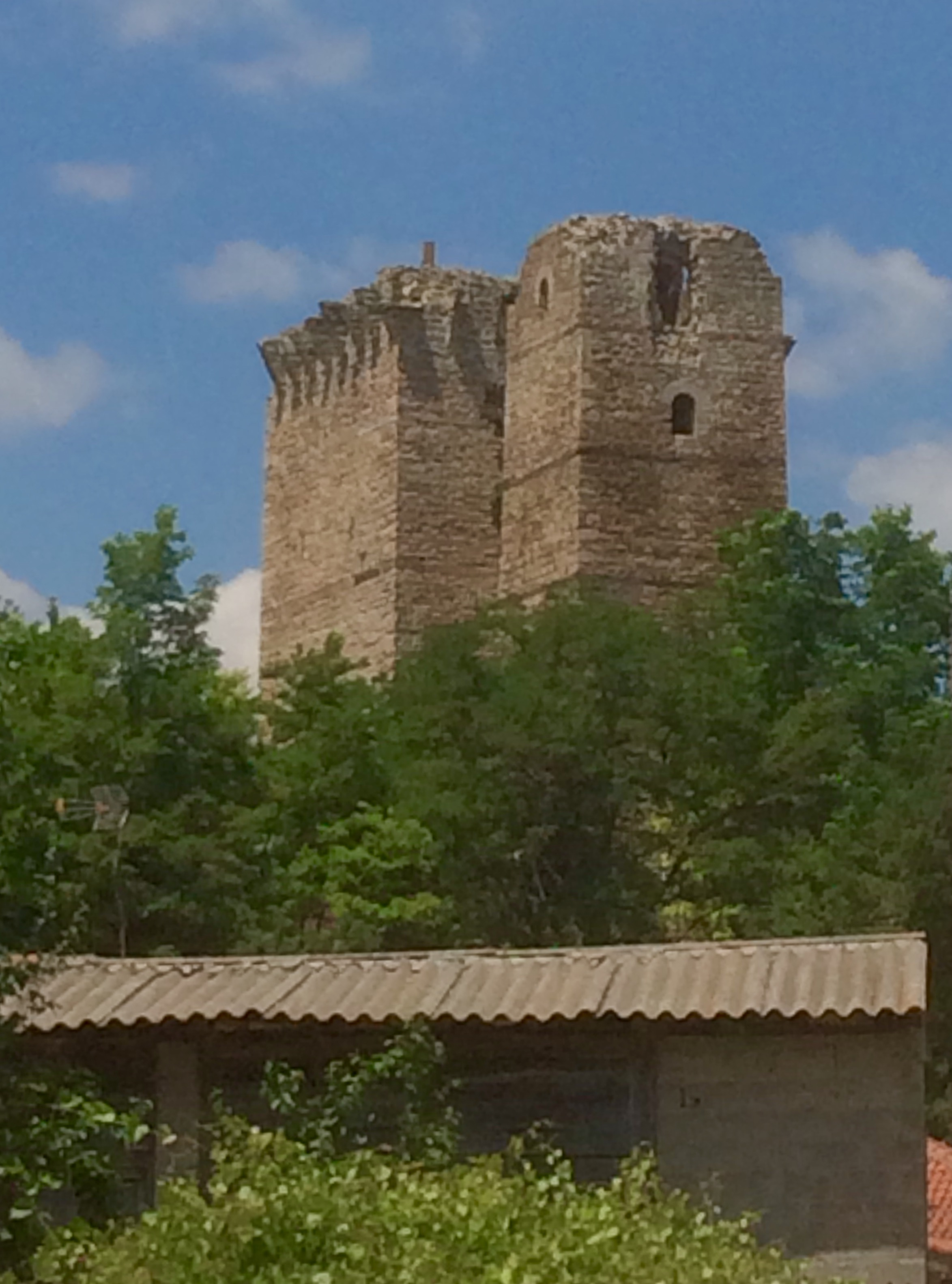
Le château de Pýthio.
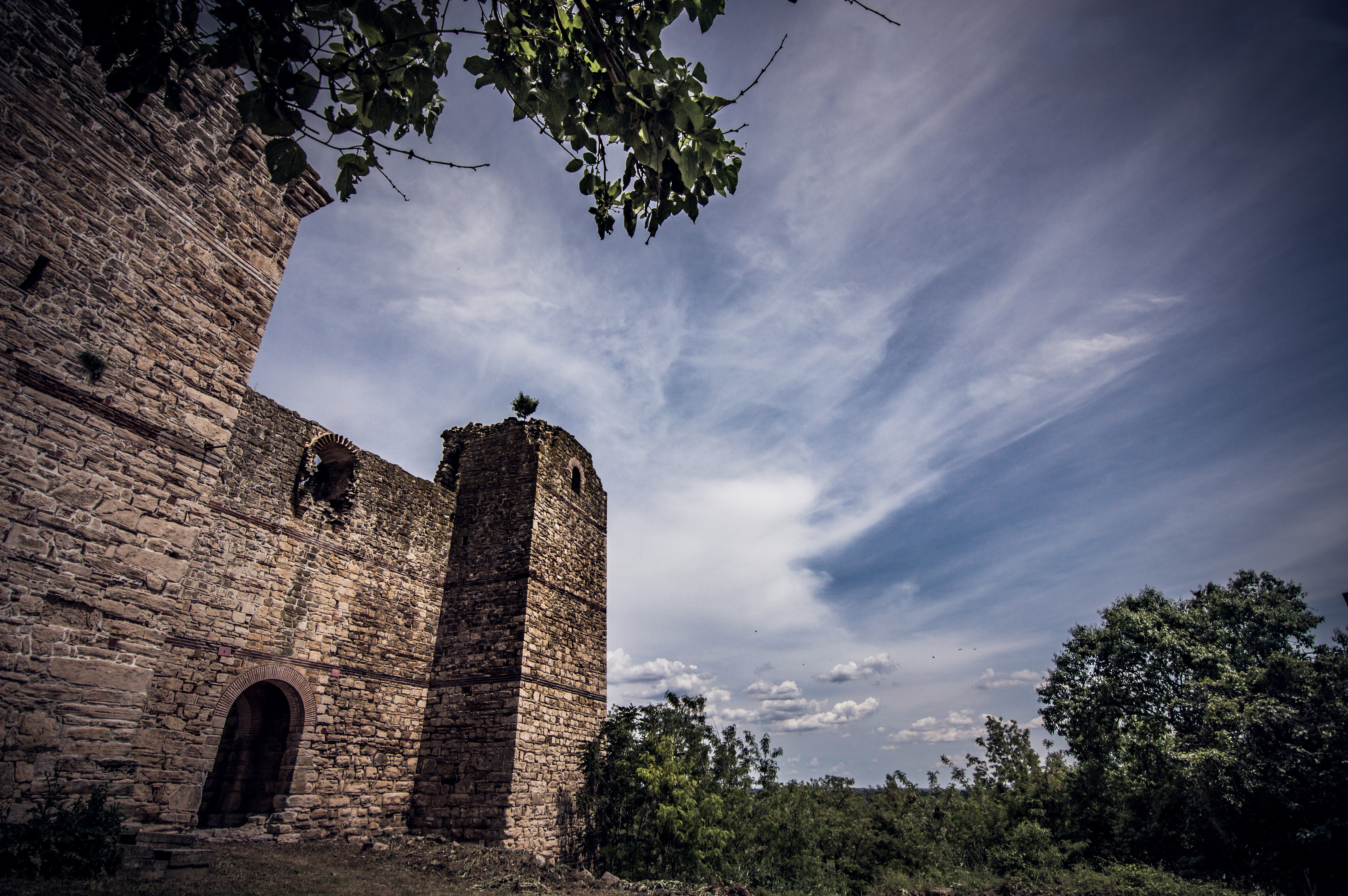
Le château.
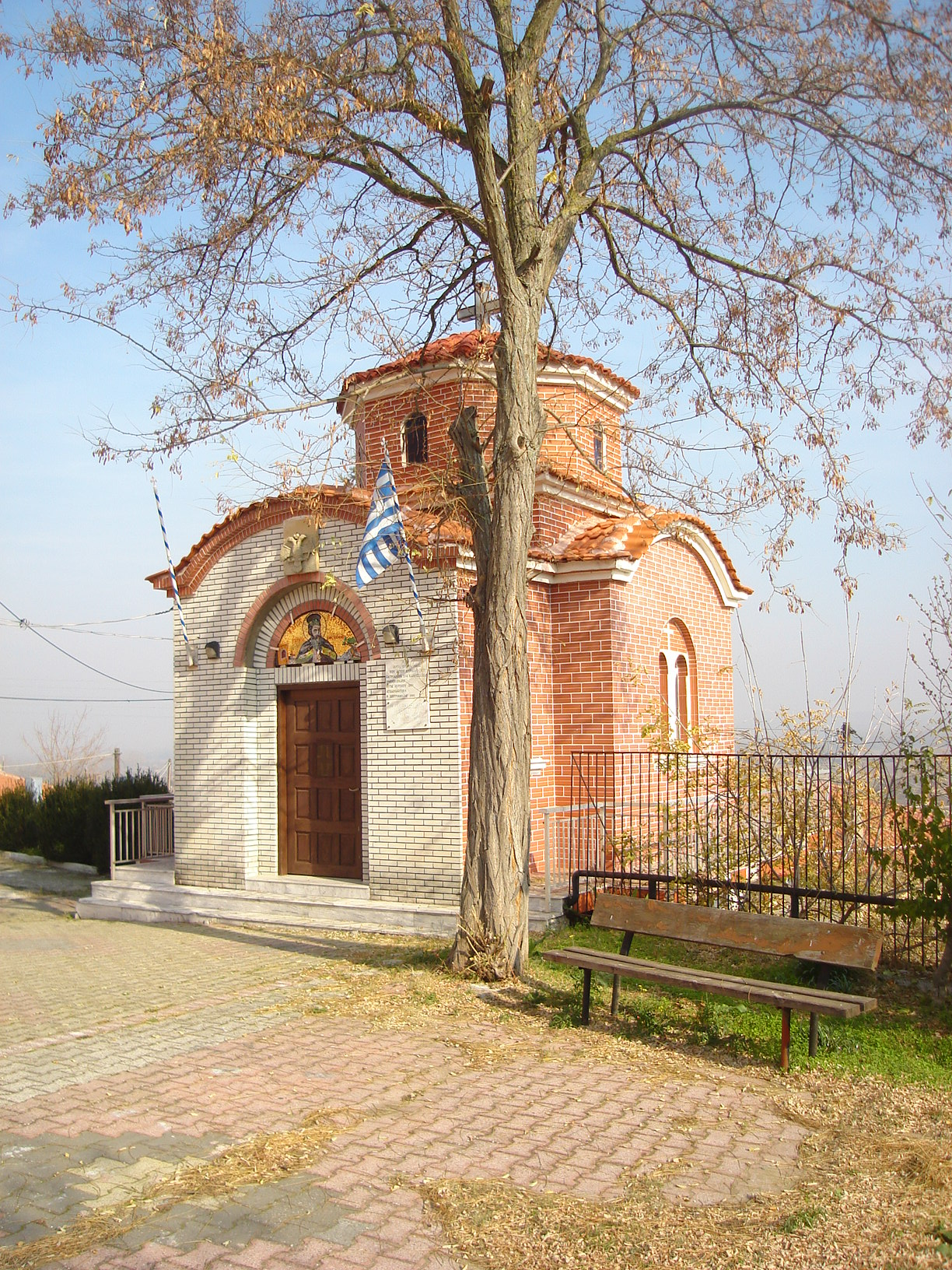
La petite église du village.